# Эритрейцы в Дании
Эритрейцы в Дании (тигринья: ኤርትራውያን ኣብ ዴንማርክ; датский: Eritreere i Denmark) —
граждане и резиденты Дании эритрейского происхождения. По данным Статистического управления Дании, по состоянию на 2017 год в Дании проживало 5703 человека эритрейского происхождения. Из них 5170 — иммигранты, родившиеся в Эритрее, а 533 — потомки лиц, родившихся в Эритрее.

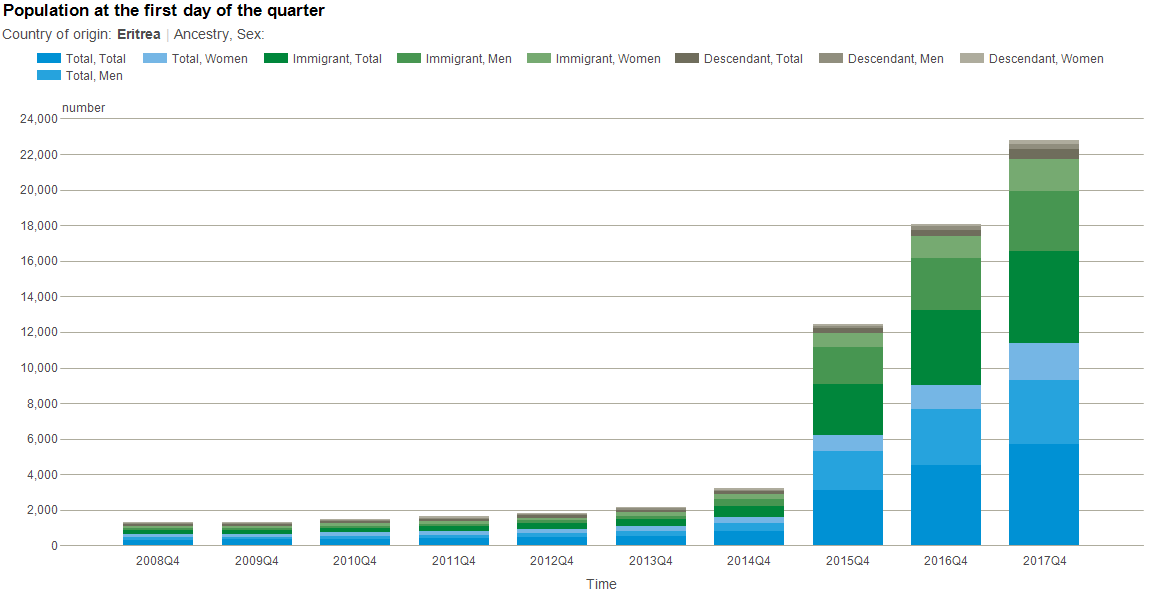
Население эритрейского происхождения в Дании в разбивке по полу, четвертый квартал 2008-2017 гг.

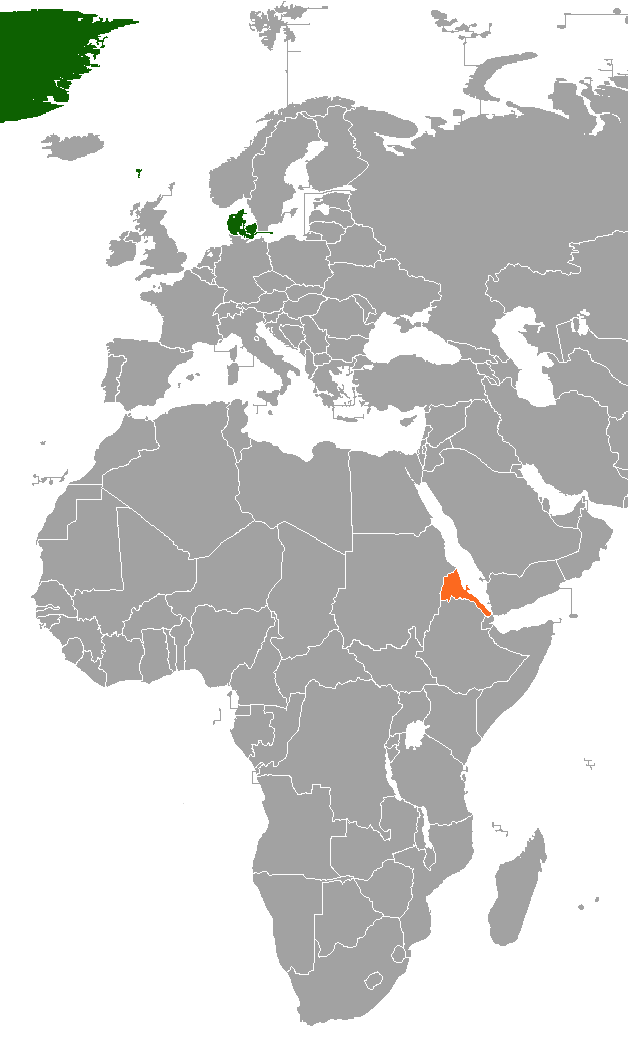
Зелёным цветом помечена Дания и её заморская территория, а оранжевым Эритрея

## Состав
Жители Эритреи в целом молоды, большинство из них относятся к возрастным группам 25-29 лет (1 482 человека), 20-24 года (859 человек), 30-34 года (831 человек) и 0-4 года (618 человек). В основном они проживают в регионах Ховедстаден (1 082), Мидтъюлланд (1 357), Нордъюлланд (1 175), Сьелланд (1 175) и Сидданмарк (914).